# Pierre Nicholas Dorsaz

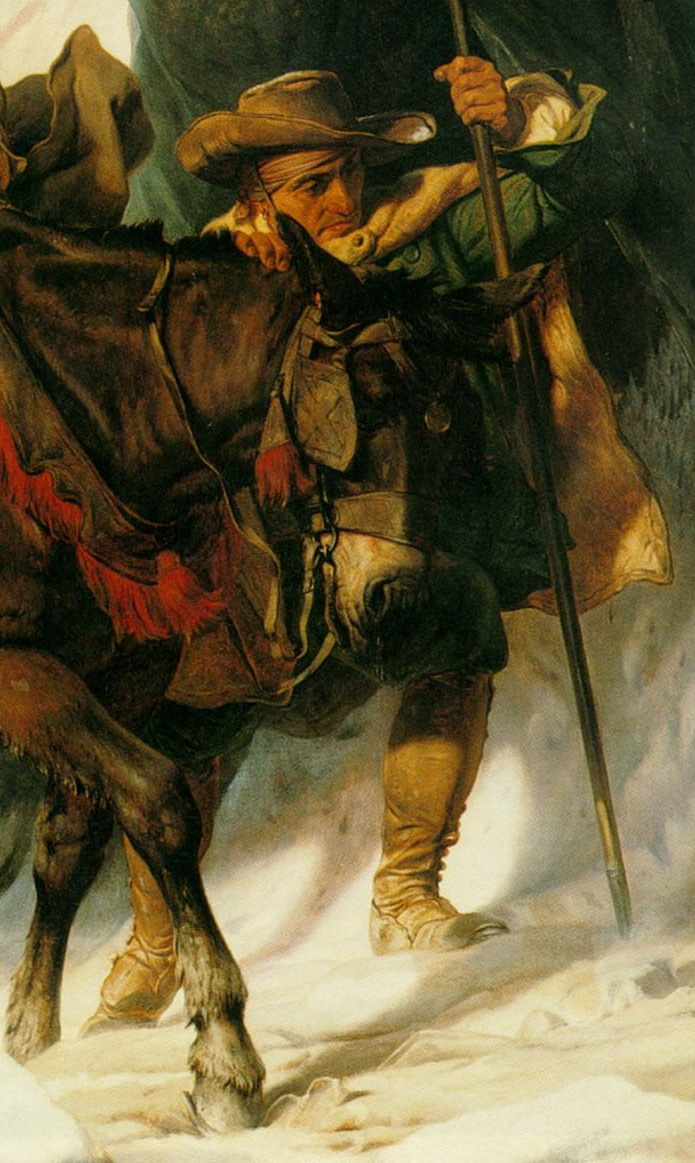
Aquí puede verse a Pierre Nicholas Dorsaz conduciendo la mula que montó Napoleón para atravesar los Alpes (Bonaparte cruzando los Alpes de Paul Delaroche).

Pierre Nicholas Dorsaz fue un habitante del pueblo de Bourg-Saint-Pierre que sirvió como guía de Napoleón Bonaparte cuando este cruzó los Alpes en 1800 por el paso del Gran San Bernardo. El viaje fue parte del plan de Napoleón para llegar en forma inesperada a Italia y sorprender al ejército austríaco.
Existen dificultades para confirmar los nombres de Dorsaz. La correspondencia oficial de Napoleón lo cita como "Pierre Nicholas", pero otros relatos lo llaman Jean Pierre Dorsaz y Émile Bégin, en su Histoire de Napoleon de 1853, lo nombra como Jean Baptiste Dorsaz. Bégin declara que Dorsaz era pariente de Jean Nicholas Dorsaz, el secretario de la comuna, quien relató la historia a Bégin en 1851.
El viaje ocurrió tras el regreso de Napoleón de su campaña militar en Egipto a principios del siglo XIX, cuando descubrió que durante su ausencia los austríacos habían reconquistado Italia. El plan de Napoleón era llegar a Italia con su ejército de más de 40.000 hombres (35.000 efectivos de artillería ligera e infantería y 5.000 de caballería, sin incluir la artillería pesada de campaña compuesta por enormes cañones y trenes de carga) y lanzar un ataque sorpresivo sobre los austríacos.
La travesía por el paso de Gran San Bernardo (que, tras ser meditada, se decidió que era la mejor ruta posible a través de los Alpes), comenzó el 15 de mayo de 1800 y duró cinco días.
Al principio, Napoleón y Dorsaz no se hablaban, pero poco después de comenzar su ascenso a las montañas, la mula de Napoleón resbaló sobre el terreno helado y casi cae por un precipicio. Dorsaz, que caminaba entre la mula y el borde del camino, pudo evitar la caída de Napoleón y su montura, y pese a que Napoleón no dio señal de sentimiento alguno respecto a esta suerte, empezó a conversar con su guía. Según parece, el primer cónsul estaba decidido a recompensar a su guía por sus acciones e interrogó a Dorsaz acerca de su vida en el pueblo y cuál era la recompensa habitual que se daba a los guías. Dorsaz le dijo a Napoleón que la tarifa común era de tres francos. Bégin cuenta que Dorsaz expresó que su sueño era tener una pequeña granja, un campo y una vaca. Napoleón le preguntó cuánto costaría eso y, cuando Dorsaz respondió que serían 60 luises, le entregaron el dinero directamente; sin embargo, la correspondencia de Napoleón indica que él ordenó el pago a Dorsaz de 1200 francos el 21 de octubre de 1800 por su «celo y devoción en su tarea» durante el cruce de los Alpes, y otras fuentes dicen que este dinero fue empleado para la compra de una casa para Dorsaz en Bourg-Saint-Pierre. La leyenda local también atribuye al pago la intención de que Dorsaz pudiese casarse, ya que sin hogar no podía casarse con la mujer de la que estaba enamorado.